# Како пронаћи смисао живота
Како пронаћи смисао живота: воља за смислом (енгл. The will to meaning) је стручна књига из логотерапије аустријског неуролога и психијатра Виктора Емила Франкла (енгл. Viktor E. Frankl)(1905—1997) објављена 1969. године. На српском језику књига је први пут објављена 2016. године у преводу Александра Ђ. Миленковића.

## О аутору
Виктор Е. Франкл рођен 1905. године је био професор неурологије и психијатрије. Током Другог светског рата боравио је у неким од најокрутнијих концентрационих логора и након тога посветио се развијању егзистенцијалистичког правца у третирању најосетљивијих питања људског постојања – логотерапије. Франкл је био професор на универзитетима у Бечу и у Сједињеним Америчким Државама, као и начелник Бечке неуролошке клинике и председник Аустријског друштва психијатара.
Најпознатије књиге Виктора Франкла преведене на српски језик: Нечујни вапај за смислом, Бог Подсвести, Психотерапија и егзистенцијализам, Како пронаћи смисао живота и Човекова потрага за смислом.
Франкл је умро 1997. године.

## О делу
Књига Како пронаћи смисао живота је произишла из серије предавања која је Франкл држао на летњој сесији Технолошког факултета Перкинс, у Даласу, Тексас. Том приликом требао је да објасни систем логотерапије.
Виктор Франкл желео је овом књигом да представи своје мишљење да живот у себи садржи смисао за сваког појединца као и да тај смисао садржи до смрти. Уверен је да живот има смисла психијатар током терапије свом пацијенту то уверење може пренети. Може му показати да смисао постоји, да је садржан у самом животу и да живот има смисла без обзира на све.
Износећи теорије учења логотерапије сматра да и трагични догађаји могу да се претворе у људско постигнуће. То учење је реалистично и оптимистично: суочавање с трагичним догађајима, са осећањима ко што су бол и патња, смрт и кривица пацијенту показује како да очајање преобрази у тријумф.